# Burmeisterska huset

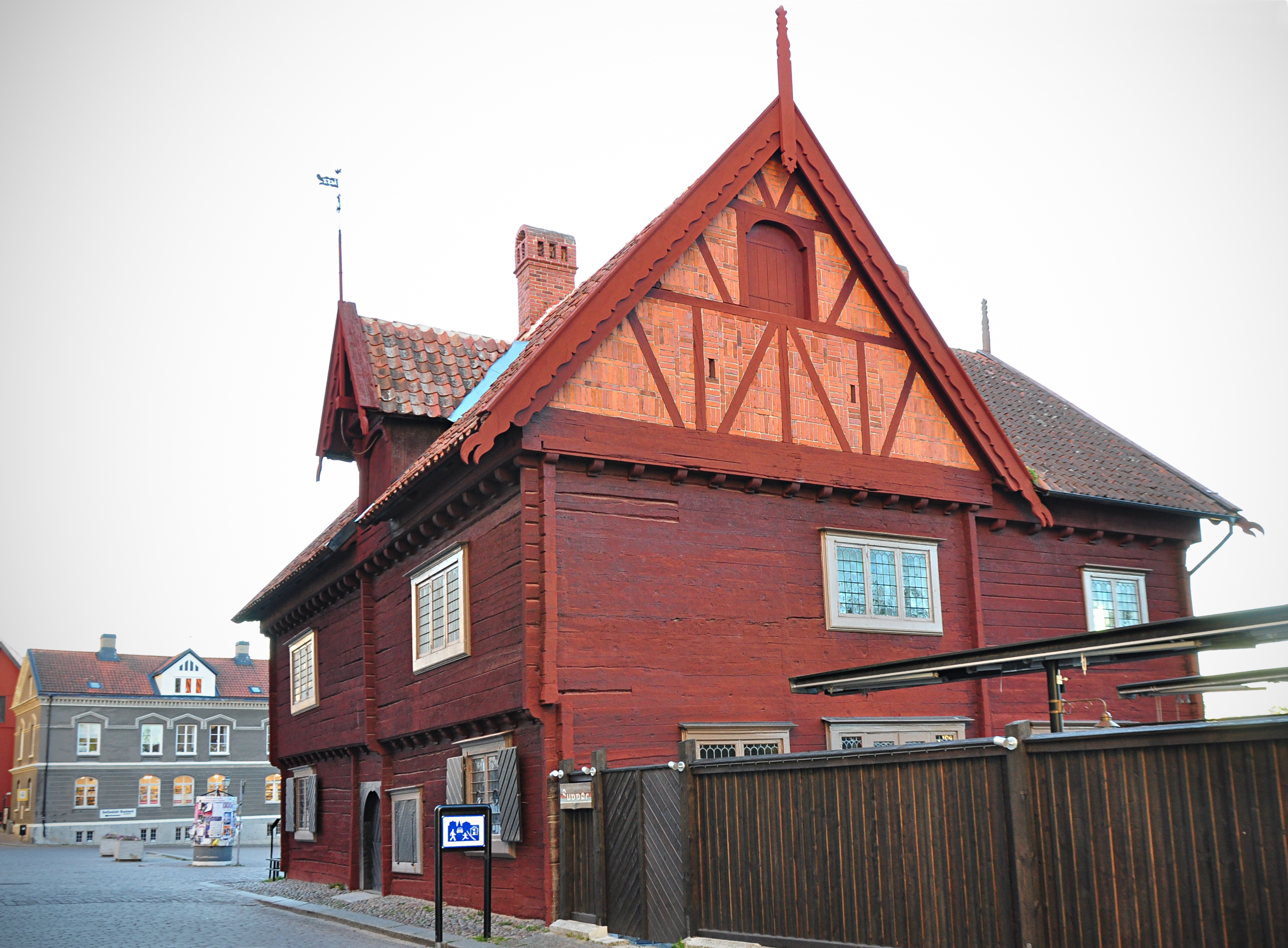
Burmeisterska huset, Strandgatan 9.

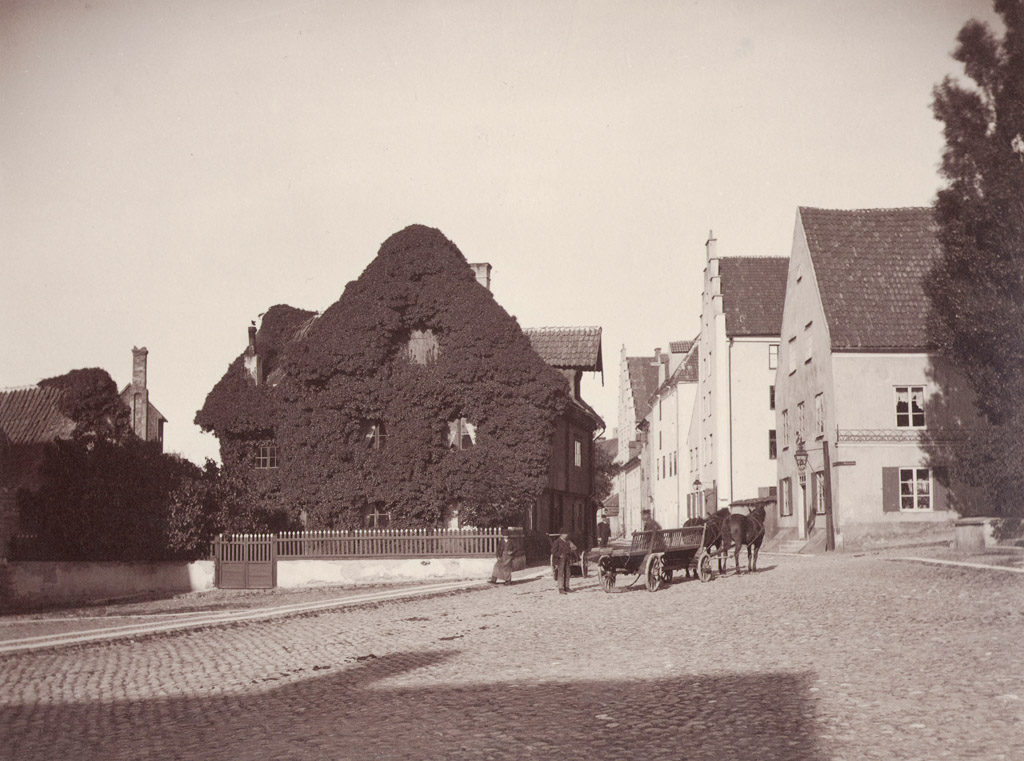
Burmeisterska huset medan murgrönan fortfarande täckte den södra gaveln. Murgrönan dog under den kalla vintern 1942 och avlägsnades därefter.

Burmeisterska huset i Visby på Gotland lät byggas 1652–1654 av köpmannen Hans Burmeister från Lübeck. Flygeln uppfördes förmodligen på 1670-talet. Huset uppmärksammas i dag framför allt för sina invändiga målningar i den så kallade stugan på bottenvåningen och framför allt i salen på övervåningen, där hela väggarna är bemålade med pastorala landskapsmotiv. Taket i salen är också bemålat. Ännu på 1800-talet fanns ett antal andra liknande köpmansgårdar kvar i Visby. Den sista medlemmen av Burmeister-familjen i Visby var Johanna Fredrika Burmeister, gift Brobäck. Hon dog 1851, då fastigheten såldes. Vid den tiden tycks huset ha kallats det Brobäckska, alternativt Gamla Burmeisterska huset.
År 1895 köptes huset och Gamla Apoteket av överste Gustaf Björlin som just hade utsetts till kommendant över armén på Gotland. Björlin var historiskt intresserad och en kulturpersonlighet i Stockholm, känd för poesi och för en historik om kriget mot Ryssland 1808–09. Han påbörjade en restaurering av huset, och hade planer på att bygga till en flygel med kök och bostad för tjänstefolk på västra sidan. Vid slutet av sin kommendering på Gotland ville Björlin avveckla Björlin sålde det senare till hovjuveleraren i Stockholm Jean Jahnsson. Snart började ett rykte cirkulera att Jahnsson ville ta delar av huset till restaureringen av van der Nootska palatset i Stockholm, som han ägde och höll på att restaurera.
En insamling startades i Stockholm och Visby av konstnären Carolina Benedicks-Bruce för bevarandet av huset. Tanken var först att Gotlands fornsal med hjälp av pengarna skulle köpa huset. I stället löstes det in av staden Visby 1904 med hjälp av ett offentligt bidrag, och strax därefter påbörjades en restaurering av huset för att det skulle återfå den gestalt som det kunde ha haft under 1600-talet. Omfattande ändringar av huset gjordes. Bland annat avlägsnades en gulmålad ytterpanel, baldakiner över ytterdörrarna, ett modernt tak av bleckplåt ersattes med tegeltak, fönstren gavs blyinfattade rutor och moderna kakelugnar ersattes med öppna spisar. Målaren Emil Nordström engagerades för att fylla i lakuner i målningarna och bemåla väggar i bottenvåningen. Huset möblerades med föremål ur Gotlands fornsals samlingar. Ungefär samtidigt flyttades ett rivningshotat korsvirkeshus från Sankt Hansgatan till norra delen av Burmeisterska husets tomt. En serveringslokal kallad Kneipen uppfördes norr om huset med inspiration från tyskt 1600-tal. Den är sedermera ersatt med en nyare lokal. Från och med sommaren 1906 drevs huset som museum, turistbyrå, souvenirbutik och restaurang av Gotlands turistförening, som betalade hyra till staden.

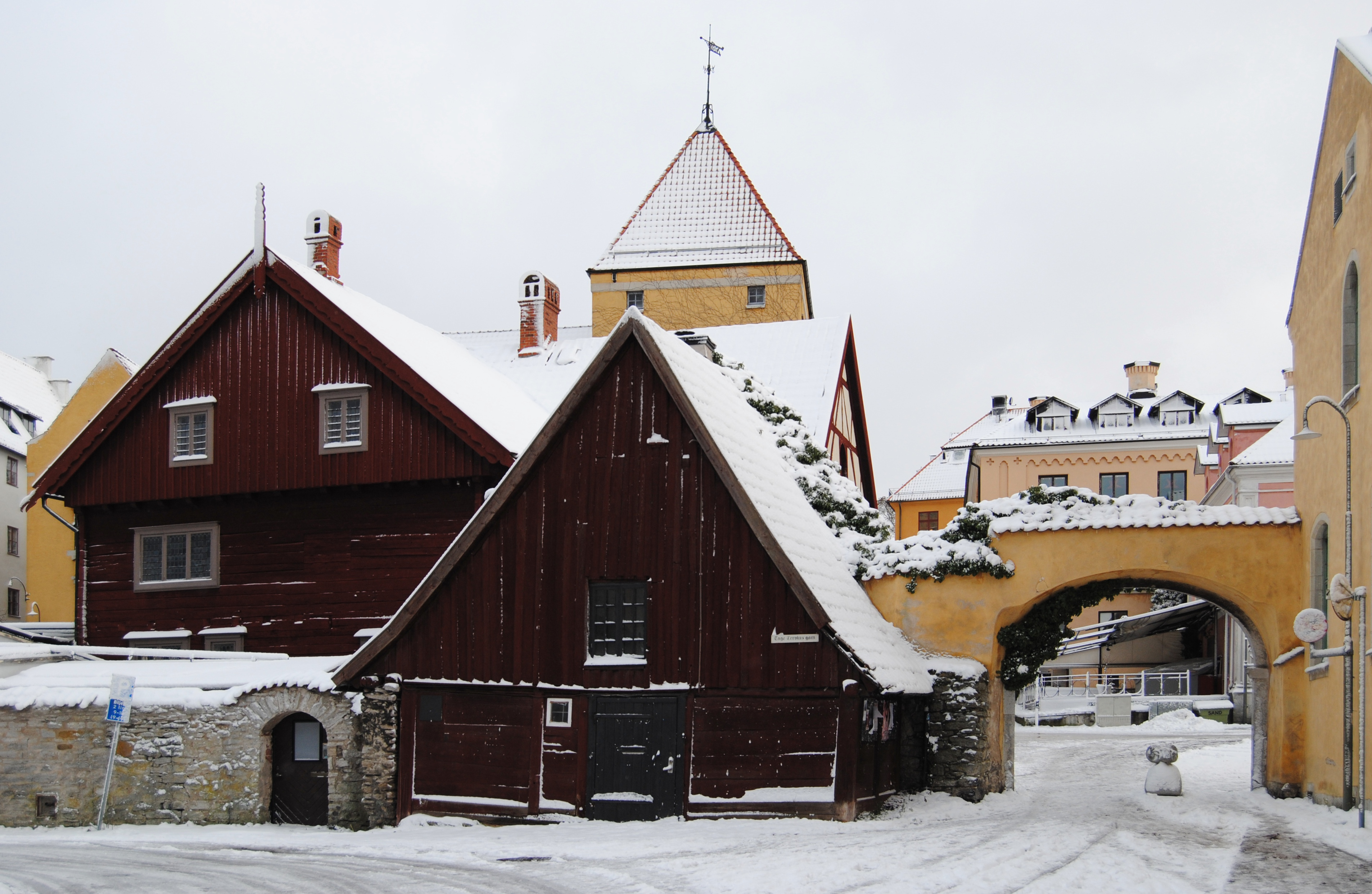
Burmeisterska huset sett från väster där det före detta stallet (och senare taxistationen) som är delvis bevarat syns.

I början av 1940-talet hade husets skick försämrats efter många år av användning och eftersatt underhåll. Arbetet med att rusta upp det föranleddes av två direkta orsaker. För det första krigsutbrottet 1939, som innebar att en omfattande dokumentation av kulturhistoriskt värdefulla byggnader i Sverige sattes i gång. Om Sverige drogs in i kriget och bebyggelse förstördes skulle vissa särskilt värdefulla hus kunna återskapas efter kriget. Burmeisterska huset dokumenterades av konsthistorikern Gunnar Svahnström och arkeologen Greta Arwidsson. Den andra orsaken var att den stora murgröna som täckte södra gaveln av huset dog under den mycket kalla vintern 1942. När den avlägsnades uppdagades att det södra gavelröstet var i dålig kondition. Syftet med 1940-talets restaurering var dels att hålla Burmeisterska huset i ett fortsatt funktionellt skick för att kunna möta turistföreningens behov, dels att "förstärka det visuella intrycket av att detta var ett hus som i stort sett hade lämnats orört sedan 1700-talet."
Fram till 1993 fungerade huset som turist- och resebyrå sommartid. Huset byggnadsminnesförklarades 20 juni 1994 strax efter att turistföreningen hade flyttat till Donnerska huset intill. Under några somrar i början av 2000-talet var det ett besökscentrum för världsarvet Visby Hansestad (instiftat 1995), som bemannades av Gotlands museum (då Gotlands fornsal) och finansierat av kommunen, turistföreningen, länsstyrelsen och museet. År 2004 styckades fastigheten av så att restaurangdelen (den norra delen av fastigheten) såldes till en privat entreprenör i en större fastighetsaffär som blev omdiskuterad.